# Guimarães Rosa
Guimarães Rosa   (Cordisburgo, 27 de juny de 1908 - Rio de Janeiro, 19 de novembre de 1967) fou un escriptor brasiler.

## Biografia
El seu pare va ser un petit comerciant. En la secundària va començar a mostrar interès per la natura i les llengües. Va estudiar la carrera de Medicina i va exercir la professió a Itaúna i Barbacena, ciutats de l'interior dedicades a la mineria. Durant aquest període va aprendre de forma autodidàctica l'alemany i el rus. El 1934 va iniciar la seva carrera diplomàtica. Va ser cònsol-adjunt a Hamburg pocs dies abans de la segona Guerra Mundial, i internat a Baden-Baden durant la contesa. També va ser secretari de l'ambaixada a Bogotà i conseller diplomàtic a París. A la tornada a Brasil va ser ascendit a ministre l'any 1958. Com escriptor va rebre el reconeixement del públic l'any 1956 amb la publicació de Grande Sertão: Veredas i Corpo de baile. Va morir d'un infart de cor sobre la seva taula de treball tres dies després d'haver sigut admès a l'Acadèmia Brasilera de Lletres.

### Traduccions
En vida, Guimarães Rosa va poder analitzar algunes traduccions de la seva obra. Va lloar el treball del traductor a l'alemany de Corpo de baile i Grande Sertão: Veredas, de les quals va dir que van realitzar la gairebé impossible labor de mantenir la fidelitat a l'original i ser comprensibles per al lector alemany. Sobre les versions franceses va criticar que eren massa simples i racionals i oblidaven les complexitats de la dicció original. La versió en espanyol d'Ángel Crespo també va ser lloada per l'autor, com l'anglesa feta per James L. Taylor i Harriet de Onis (de la qual només va comentar que era molt més fàcil de llegir en anglès). Tot i que existeixen moltes traduccions (la seva obra ha sigut traduïda al francès, espanyol, italià, anglès, alemany i català). i n'hi ha de molt bona qualitat, cap és capaç de transmetre la subtilesa i la brutalitat de l'original en portuguès. En 1966 van ser reeditats en portuguès tots els seus llibres.

## Influències literàries
Suzi Frankl Sperber va fer una anàlisi profunda de l'obra de Rosa investigant directament dels documents de la seva biblioteca i els seus quaderns. Un document rellevant respectes a les influències i lectures que va fer va ser un quadern que Rosa va anomenar "Imagen-sensação" (imatge-sensació), on recull tota mena de cites d'imatges d'autors molt diferents i, fins i tot, algunes del mateix Rosa. Frankl va suposar que aquestes anotacions són anteriors a 1936 i segons l'especialista es tracta d'una col·lecció d'imatges literàries. En aquest quadern se cita: Joris-Karl Huysmans, Colette, Maupassant, Carmen Laforet, Arthur Rimbaud, Miguel de Cervantes, Joan Miró, Eça de Queirós, Luis de Góngora, Homer, Valle Inclán, Miguel de Unamuno, Stéphane Mallarmé, Azorín, Michel de Montaigne, Honoré de Balzac, Antonio Machado, Virgili, Picasso, Dali, etc. Aquest és només un exemple de la multitud de fonts de les quals va beure Rosa i com la seva obra està enriquida per una gran varietats d'estils i d'idees. Investigar les influències literàries i filosòfiques a Rosa es perdés per a la història de la literatura i de l'art.

### Influències estrangeres
L'avantguarda és un moviment artístic que al segle xx va influir als escriptors brasilers que acabaran conciliant modernitat amb una literatura més tradicional, João Guimarães Rosa és un exemple perfecte d'aquest fenomen. Des de l'aparició de la seva sorprenent novel·la Grande Sertão: Veredas (traduït al català com a Gran sertão: riberes) la crítica ha assenyalat un canvi profund en la literatura regionalista brasilera.
Guimarães Rosa va reconèixer la influència literària de James Joyce, i que tant Ulysses com Finnegans Wake van ser un model al qual es va voler apropar. Respecte a William Faulkner, amb qui acostumaven a comparar-lo, va manifestar el seu rebuig i va explicar que en rebutjava la crueltat, de vegades sàdica, i la visió del món. Va reconèixer també la seva predilecció per Jean-Paul Sartre, sobretot pels seus relats de Le Mur. Moltes de les seves marques dels gèneres, tant germànics com anglosaxons, de les històries d'animals que fan servir als animals com a exemples de les virtuts i vicis dels éssers humans, són molt presents als contes de Rosa.

### Influències nacionals
S'acostuma a definir a Rosa com un dels grans novel·listes brasilers de la història, però de fet, ell mateix va reconèixer en una entrevista que "jo no sóc novel·lista, sóc narrador de contes crítics". Holzermary ho argumenta pel fet que a la seva regió, el sertão, no hi havia una tradició de literatura en prosa o novel·les, en la mateixa entrevista va explicar que "tan sols hi havia contes, llegendes i confessions". Els contes i els relats conversacionals tenen un lloc destacat a la literatura brasilera, que aprofita la cultura popular i regional urbana.
Respecte a la Clarice Lispector, una de les grans escriptores brasileres contemporània a Rosa, en una entrevista va confessar que cada cop que la llegia aprenia paraules noves i tornava a descobrir el significat d'altres, però a l'hora reconeixia que no era gaire receptiu a l'estil meravellós de la novel·lista brasilera. Autors immediatament anteriors a Guimarães Rosa com Avelino Fóscolo, Godofredo Rangel, João Lúcio, Eduardo Frieiro, João Alphonsus i Lúcio Cardoso són considerats els seus antecessors en l'àrea de la ficció.

### Influències de la tradició
Rosa també es va nodrir de la narrativa juedeocristiana, de la que fa servir les paràboles, i de la grecoromana les faules. El marc de les seves novel·les és sempre el paisatge de la seva terra natal, Minas, per on comença tots els relats. Fa servir els factors climàtics i geològics del sertão com agents dramàtics que tenen un paper protagonista en el desenvolupament de l'argument. Sempre busca expressar amb les seves novel·les alguna cosa ètica, transcendent, ell mateix va confessar la "por que té a allò efímer" En la seva obra podem trobar violència, vitalitat, força, frenesí, energies obscures que empenyen a la gent cap al seu destí. Rosa fa servir el pla màgic, l'incert, té un to de faula o mite que està acompanyat d'un gran fervor de la imaginació i grans dosis d'originalitat.
El motor principal dels seus contes és allò místic o metafísic (l'intraduïble, l'intuïtiu, el son, les paradoxes incomprensibles), aquest son els objectius dels seus contes. En els seus contes els protagonistes acostumen a ser "vaquers" persones del món rural sense estudis. Aprofita d'aquestes persones que no tenen conceptes o prejudicis propis de l'home modern per la seva formació. Els ignorants, els nens, els boigs, li permeten parlar d'una realitat que no és assimilable pel coneixement sinó per la intuïció.

## Llenguatge
L'ús de la llengua ocupa un lloc destacat dins de l'obra de Guimarães Rosa. Les paraules són sotmeses a un procés creatiu que obliga a lector plantejar-se el sentit de la llengua. En aquest sentit ha sigut comparat amb Joyce, Valle Inclán o Miguel Ángel Asturias. De fet, pels lectors brasilers, algunes obre de Guimarães Rosa tenen dificultat. L'autor brasiler va provar que el Modernisme, amb les seves receptes teòricament certes però que no s'havien portat a la pràctica estrictament, havia donat resultats en postular noves experiències de llenguatge literari i va apropiar de les idees modernistes que defensaven la lliure combinació verbal, entre altres mecanismes lingüístics.
La narrativa de Rosa està marcada per un fort caràcter oral, molt evident a Grande Sertão: Veredas, de fet hi ha crítics que consideren que les seves obres van ser escrites per ser llegides. A més es pot trobar fórmules repetitives ("viure és perillós"), neologismes i moltes expressions popular que confereixen al text una forta expressivitat. Destaquen del seu estil l'equilibri, la pulcritud de les formes sintàctiques i l'enginy narratiu. Per a Guimarães Rosa la importància dels idiomes ocupa un gran espai a la seva formació, de fet era poliglota. En una entrevista va afirmar:
| «                     | Parlo portuguès, alemany, francès, anglès, espanyol, italià, esperant, una mica de rus, llegeixo en suec, holandès, llatí i grec (però amb el diccionari a la mà); entenc alguns dialectes alemanys, vaig estudiar la gramàtica de l'hongarès, de l'àrab, del sànscrit, del lituà, del polonès, del tupí, de l'hebreu, del japonès, del txec, del finlandès, del danès, vaig picotejar d'unes altres. Però tot malament. I crec que estudiar l'esperit i el mecanisme d'altres llengües ajuda molt a la comprensió més profunda de l'idioma nacional. Principalment, si s'estudien per diversió, gust i distracció. | » |
| — João Guimarães Rosa | |   |

## Espiritualitat i metafísica
Els personatges que crea Rosa accepten allò desconegut i el misteri, que és l'arrel del plaer i del dolor. En les seves novel·les no hi ha gana, ni misèries, ni carències. Allò físic perd importància, no existeix una lluita contra el medi, els personatges estan per sobre d'això: la seva inquietud és espiritual, intenten buscar i entendre allò metafísic. L'espiritualitat invadeix les seves obres i és un fil conductor a tota la seva narrativa. Alguns dels temes comuns en la seva obra són: la necessitat d'oració o de contemplació, la necessitat de perfeccionament i purificació i la creença en la divinitat.
Rosa va confessar a una entrevista: "Considero la llengua com el meu element metafísic: escric para aproximar-me a Déu, estic sempre buscant l'impossible, l'infinit [...]. Sóc místic: puc estar inmmòbil durant molt temps, pensant en algun problema i esperar. […] Nosaltres, sertanejos, som persones especulatives, a qui el simple fet de meditar causa plaer".
A la seva narrativa, i als seus contes, podem trobar un tema que recorre tota la seva obra, la "saudade" del sertão, és a dir, l'enyorança per retornar a un estat anterior, un estat de fluir sense fi, molt pròxim al dolor còsmic dels romàntics alemanys. També hi trobem la imatge de la calma inquietant, com de sota el sertão sota els homes hi hagués una energia a punt d'esclatar, un exemple és una frase del sertão: "viure és perillós".
Hi ha crítics que afirmen que la literatura de Guimarães Rosa està influenciada per les doctrines del Corpus Hermeticum, els Misteris de l'Antiguitat, les idees cabalístiques, la maçoneria, l'astrologia, l'alquímia, el taoisme, el bramanisme, el budisme i l'hinduisme.

## Grans obres

### Grande Sertão: Veredas

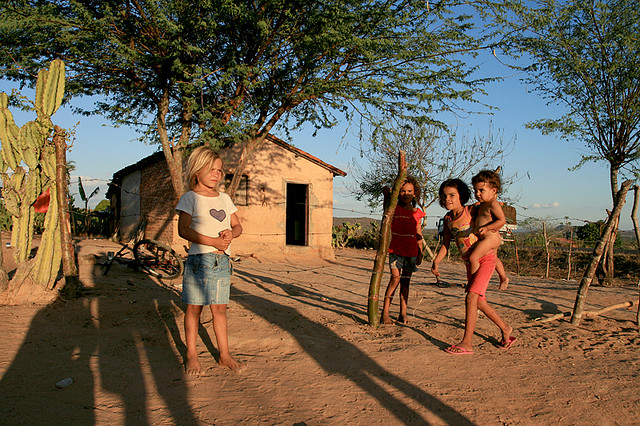
Sertão nordestí

Abans de Guimarães Rosa va haver-hi obres que van tractar el tema del sertão: O Ermitão de Muquém (1865) de Bernardo Guimarães, Sertão (1896) de Coelho Neto, Pelo Sertão (1899) de Alfonso Arinos de Melo Franco i Os Sertões (1902) d'Euclides da Cunha Rosa no va inventar tot sol la fórmula de la literatura del sertão: Bernardo i Arinos van revelar el sertão miner, van ser els primers a exposar i fer visible aquesta realitat (amb les seves formes estilístiques i la forta influència del romanticisme). Euclides va projectar l'home del segle xix amb les seves preocupacions i idees socials al sertão baià. Rosa, en canvi, va saber transmetre el sertão miner del segle xx, però aquesta no és la gran qualitat de l'escriptor, el seu mèrit i la seva fama es basa en el fet que, més enllà de l'argument, Rosa va transmetre "la història". Rosa va més enllà de l'argument i atribueix una dimensió mística al sertão que no havia sigut retratada a la literatura brasilera.
Riobaldo, un ex-yanguzo, explica a Grande Sertão: Veredas els records i pensament de la seva vida dins d'una banda. Narra els conflictes entre les bandes i entre els mateixos companys. Es poden assenyalar alguns moments més rellevants: L'intent de venjar la mort de Joça Ramiro, per part de Riobaldo i Diadorim, guiats per Medeiro Vaz, durant la segona guerra, el record de joventut de Riobaldo, quan va conèixer a Reinaldo i els dos creuen el riu (on s'intueix una forta atracció homosexual), el moment que Riobaldo vol vendre la seva ànima al diable, però la narració és tan ambigua que no se sap i aquest pacte es firma, el conflicte entre Riobaldo i Zé Bebelo, en la que Riobaldo assumeix el control de la banda o el moment en què Riobaldo explica al seu interlocutor el seu casament amb Otacília i com va heretar les terres del seu padrí. La novel·la acaba amb la paraula "travessia" i el símbol de l'infinit.
L'argument d'aquesta novel·la és el fil conductor que permet al narrador de temes místic i metafísic. L'existència del dimoni, les forces de la natura, el destí, la presència de Dèu, etc. La simbologia i la intuïció recorren tota l'obra. Els personatges són bandolers, persones analfabetes però amb un alt grau de saviesa, sense prejudicis científics i amb un fort vincle amb el món espiritual. De vegades s'ha relacionat l'obra de Rosa amb el regionalisme, per ambientar les seves novel·les al sertão, però la seva intenció era donar una dimensió major, fent servir l'espai físic brasiler, parlar dels espais interiors de l'home, l'ànima, el subconscient.

### Sagarana
La primera versió de Sagarana va ser Sezão (1937). Es va publicar l'any 1946 amb el títol final, aquesta obra està construït a partir de la referència de dues obres, que encara es conserven a la biblioteca de Rosa: El Nou Testament i Primeira série de instruções, del "Círculo Esotérico da Comunhão do Pensamento". Molts dels textos de Sagarana tenen forma de paràbola. Tot i això l'estil i el to no són com les paràboles de l'Evangeli, que tenen un to popular moralitzant. La naturalesa del text és de "veritat revelada", vol donar la sensació de la presència viva de Crist. També s'observa la influència de l'esoterisme en la temàtica dels contes: hi ha un esforç per orientar els pensaments cap a lo positiu, es tracta d'una lectura espiritual. L'estructura bàsica d'aquests contes presenta similut amb la de l'Evangeli: provocació- conflicte- reacció.

### Contes
L'esquema tan simple "provocació- conflicte- reacció" permet resumir contes com "O burrinho pedrês", "A volta do marido pródigo", "São Marcos" o "Corpo fechado". La principal característica d'aquests contes és l'unívoc, aplicable al temps, l'espai i que representa el món com un tot cognoscible. El caràcter exemplar d'aquests contes és comparable amb el dels relats populars. A "O burrinho pedrês", la vida del ruc és un mirall de les dificultats del sertão. La crítica ha aplaudit la condició irracional dels seus contes i la seva forta imaginació, qualificada de vegades com a mística.

## Obres
- Caçador de camurças (1929). Conte
- Chronos Kai Anagke (1929). Conte
- O mistério de Highmore Hall (1929). Conte
- Destino (1929). Conte
- Makiné (1929). Conte
- Magma (1936). Poesia
- Sagarana (1929). Col·lecció de contes
- Com o Vaqueiro Mariano'' (1952). Conte
- Corpo de Baile'' (1929). Col·lecció de relats
- Grande Sertão: Veredas (1956) Novel·la
- Primeiras Estórias (1962) Col·lecció de contes
- Tutaméia: Terceiras Estórias (1967) Col·lecció de contes
- Estas Estórias (1967) Contes, pòstum.
- Ave, Palavra (1970) Miscel·lani, pòstum.

Corpo de baile es va dividir en tres volums a partir de la tercera edició l'any 1964: No Urubuquaquá no Pinhén., Manuelzão e Miguelim, i Noites do Sertao.